# Stratos
Stratos je izmišljeni lik iz Mattelove franšize Gospodari svemira. Vođa je Ljudi Ptica koji žive visoko u Mističnim planinama u gradu Avionu, a ujedno je i saveznik He-Mana i član Herojskih ratnika. U početku stvaranja linije igračaka, "Mattel" je predvidio da će Stratos biti zli ratnik te su ga u promotivnim materijalima opisivali kao "zlikovca koji se uzdiže na krilima podlosti", što je upotpunjeno njegovim prvim prikazivanjem u mini stripu iz 1981. godine u kojem se pojavljuje kao Skeletorov sljedbenik.

## Povijest lika
Prvi put se pojavljuje 1981. godine u mini stripu "He-Man i Mač Moći" (He-Man and the Power Sword, 1981.) u kojem je prikazan kao Skeletorov zli ratnik u napadu na dvorac Siva Lubanja. Međutim, već u sljedećem mini stripu iz iste godine pod naslovom "Kralj dvorca Sive Lubanje" (King of the Catle Grayskull), Skeletor izjavljuje da je Stratos njegov leteći neprijatelj. Kasnije se pojavljuje isključivo kao pozitivac i član Herojskih ratnika.
Vođa je Avionaca (Ljudi Ptice) koji žive u gradu Avionu, visoko u Mističnim planinama i drže se poprilično po strani, iako Stratos često pomaže He-Manu i Herojskim ratnicima u borbi protiv Skeletora i ostalih zlikovaca. Stratos je u Filmationovoj animiranoj seriji iz 1980-ih prikazan s umjetnim krilima i jet-packom pomoću kojih leti, dok je u animiranoj seriji iz 2000-ih prikazano da su mu krila dio anatomije, a da jet-pack samo poboljšava njegove letačke sposolbnosti.

## Originalni mini stripoviGospodari svemira
Isprva se pojavio kao Skeletorov zlikovac u mini stripu "He-Man i Mač Moći" (He-Man and the Power Sword, 1981.), da bi već u sljedećem "Kralj dvorca Sive Lubanje" (King of the Catle Grayskull) postao pozitivac. U mini stripu "Borba u oblacima" (Battle in the Clouds, 1981.) kreće pomoći He-Manu u borbi protiv Skeletora i Mer-Mana, ali kada se uvjeri kakol He-Man ne treba njegovu pomoć, vraća se u Mistične planine. Međutim, He-Man zapada u probleme te mu Stratos ipak pomogne u sukobu. U mini stripu "Skeletorova osveta" (The Vengeance of Skeletor, 1981.) primjećuje se da Stratos posjeduje sposobnost ispucavanja energetskih zraka iz svojih ruku.

## Televizijska adaptacija lika

### He-Man i Gospodari svemira  (1983. – 1985.)
Stratos se pojavljuje dosta često u ranijim epizodama originalne animirane serije He-Man i Gospodari svemira (1983. – 1985.), ali kako je serija odmicala, počeo se pojavljivati sve rjeđe u kasnijim epizodama te je njegovo kasnije pojavljivanje veoma sporadično. Zbog toga njegov lik nije doživio razvoj i ostao je bez većeg dijela priče. Ponajviše se pojavljuje u epizodi "Vladavina čudovišta (Reign of the Monster) u kojoj se  njegovo kraljevstvo nađe pod Skeletorovim napadom.
Unatoč manjem pojavljivanju, u drugoj je sezoni jedna epizoda ipak bila posvećena njemu, a radi se o "Izdaji Stratosa" (Betrayal of Stratos) u kojoj je Stratos bio protjeran iz Aviona, zato što mu je osvetoljubiva Hawke podmetnula zločin. U toj se epizodi otkriva kako Avionci svoju sposobnost letenja duguju "Avionovom jajetu", koje pokreće njihove jet-packove.

### He-Man i Gospodari svemira (2002. – 2004.)
U animiranoj seriji He-man i Gospodari svemira iz 2002. godine, Stratos je jedan od starijih članova "Gospodara svemira", kako se u toj animiranoj adaptaciji nazivaju Herojski ratnici. Njegov glas ima izraziti škotski naglasak koji je necjerojatno nalik glasu glumca Seana Conneryja. Stratos u ovoj verziji ima krila koja su dio njegove anatomije, a jet-pack služi samo kako bi pobojšao performanse letenja.

### Gospodari svemira: Otkriće
Stratos je imao samo cameo pojvaljivanje pri kraju prve sezone Netflixove animirane serije Gospodari svemira: Otkriće (2021.).

## Vanjske poveznice
- Stratos – he-man.fandom.com (engl.)
- Stratos (rani mini stripvi) – he-man.fandom.com (engl.)